# Listă de filme românești/Ș
Aceasta este o listă de filme românești (artistice, de animație și documentare) care încep cu litera Ș:
- Șah la rege (1965)
- Șantaj (1981)
- Șapte arte (1958)
- Șapte băieți și o ștrengăriță / Sept hommes et une garce (1966)
- Șapte zile (1973)
- Șarpele (1996)
- Șatra (1975)
- Școala (1975)
- Școala de la Meri (1964)
- Șeful sectorului suflete (1967)
- Și atunci... (1965)
- Și Ilie face sport (1955)
- Și medicii au inceput sa filmeze (1972)
- Și totul era nimic... (2006)
- Șobolanii roșii (1990)
- Șofer de mare viteză (1956)
- Șopârla (1966)
- Șoriceii muschetari (1987)
- Ștefan cel Mare - Vaslui 1475 (1975)
- Ștefan Luchian (1981)
- Ștefan Mihailescu Braila - Momente de aur (2008) (TV)
- Șurubul lui Marinică (1955)